# Brabantse Poort
Brabantse Poort (zonder voorvoegsel "De") is een bedrijventerrein in Nijmegen ten zuiden van de spoorlijn Tilburg - Nijmegen en ligt in de wijken De Kamp en Kerkenbos. Brabantse Poort is tevens de naam voor het spoorwegviaduct bij station Nijmegen Dukenburg waaraan het bedrijventerrein grenst. Het busstation bij station Dukenburg droeg vanaf de opening op 24 oktober 1994 tot 15 december 2013 eveneens de naam Brabantse Poort. Toen werd de naam gewijzigd naar Station Dukenburg.
Het bedrijventerrein is voornamelijk een economisch centrum, met grotere bedrijven en is er een woonboulevard te vinden.